# Dawn Atwood
Dawn Atwood, gespeeld door actrice Daphne Ashbrook, is een personage uit de televisieserie The O.C.. Ze is de moeder van Trey en Ryan en is tussen de 35 en 45 jaar oud.

## Seizoen 1
Dawn wordt gezien als de alcoholistische moeder die haar kinderen verwaarloost. Ze heeft veel problemen met het opvoeden van haar kinderen en laat uiteindelijk Ryan in de steek als hij een auto steelt.
Sandy Cohen, de man die Ryan later adopteerde, zocht haar later op en nam haar mee naar zijn huis om haar relatie met Ryan te verbeteren. Hier kreeg ze opnieuw alcoholproblemen en liet Ryan achter bij Sandy en Kirsten, wetend dat zij beter voor Ryan konden zorgen.

## Seizoen 3
In het derde seizoen krijgt Dawn problemen met de wet en verblijft in de gevangenis. Sandy zocht haar op en nodigde haar uit voor Ryans achttiende verjaardag. Uiteindelijk kwam ze niet.
Later werd ze opgezocht door Ryan in Albuquerque. Hij nodigde haar uit voor zijn uitreiking. Ze gaf hem een auto als cadeau. Later kreeg Ryan, samen met Marissa Cooper, een auto-ongeluk met die auto. Marissa stierf hierbij.